# تلمبه اصغر عبدالعلی
تلمبه اصغر عبدالعلی یک منطقهٔ مسکونی در ایران است که در دهستان قناتغستان واقع شده‌است.